# Lochristi

Lochristis vapen

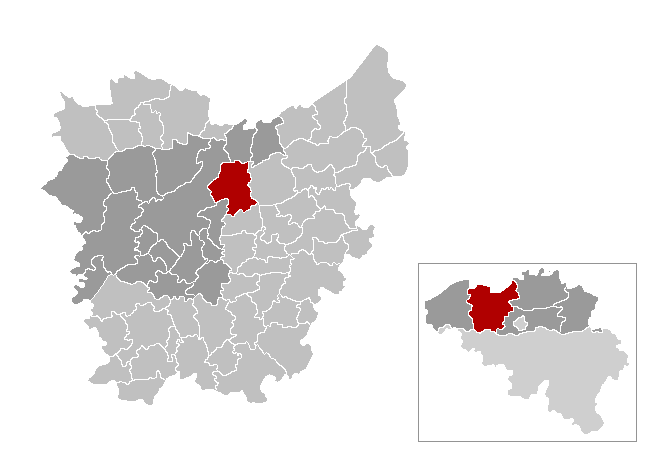
Lochristis läge inom provinsen Östflandern

Lochristi är en kommun i provinsen Östflandern i regionen Flandern i Belgien. Lochristi hade 20 734 invånare per 1 januari 2008.